# Menegazzia platytrema
Menegazzia platytrema är en lavart som först beskrevs av Johannes Müller Argoviensis, och fick sitt nu gällande namn av R. Sant. Menegazzia platytrema ingår i släktet Menegazzia och familjen Parmeliaceae.   Inga underarter finns listade i Catalogue of Life.